# 체스와프 키슈차크
체스와프 키슈차크(폴란드어: Czesław Jan Kiszczak, 폴란드어 발음: [ˈt͡ʂɛswaf ˈkiʂt͡ʂak], 1925년 10월 19일~2015년 11월 5일)는 폴란드의 공산주의 시대 장군이자, 공산주의자 정치인이다. 폴란드 통일노동자당 (PZPR) 소속으로, 1981년부터 1990년까지 폴란드 인민 공화국의 내무장관, 1989년 잠시 동안 폴란드 인민 공화국의 총리를 지냈다. 1989년 폴란드 원탁 회의를 주선해서 폴란드 민주화에 기여했다.

## 같이 보기
- 보이치에흐 야루젤스키